# 미니애폴리스 미술관

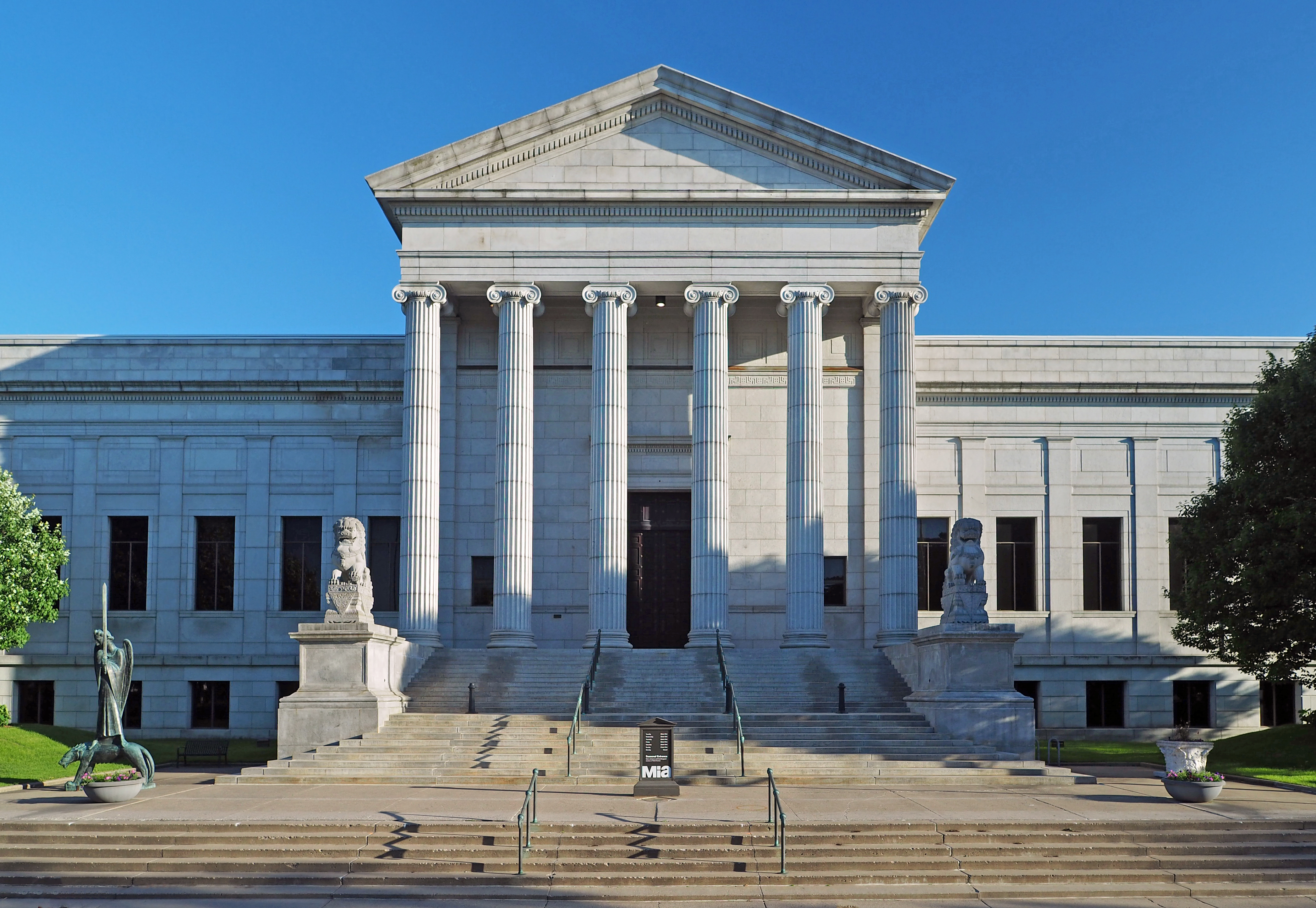
북쪽에서 본 모습

미니애폴리스 미술관(Minneapolis Institute of Art, Mia)은 미국 미네소타주 미니애폴리스에 위치한 미술관이다. 5,000년의 세계 역사를 대표하는 90,000점 이상의 예술 작품을 소장하고 있는 미아 미술관은 미국 최대 규모의 미술관 중 하나이다. 영구 컬렉션은 약 20,000년에 걸쳐 6개 대륙에 걸쳐 세계의 다양한 문화를 대표한다. 박물관에는 7개의 큐레이터 영역이 있다:
1. 아프리카 및 아메리카 예술
2. 현대 미술
3. 장식 예술, 직물 및 조각
4. 아시아 미술
5. 회화
6. 사진과 뉴미디어
7. 인쇄물과 그림

이 미술관은 미네소타에서 가장 큰 미술관 중 하나이다. 매년 50만 명이 넘는 사람들이 박물관을 방문하며, 초등학생을 위한 박물관의 아트 어드벤처 프로그램을 통해 10만 명 이상의 사람들이 방문하고 있다. 박물관에는 무료 일반 입장 정책은 물론 공공 프로그램, 어린이 및 성인을 위한 수업, 대화형 미디어 프로그램이 있다.

## 같이 보기
- 가장 큰 미술관 목록